# Canfield (condado de Randolph)
Canfield (condado de Randolph) es un área no incorporada ubicada dentro del Distrito Leadsville, una división civil menor del condado de Randolph (Virginia Occidental), Estados Unidos. Está catalogada como un asentamiento humano por la Junta de Nombres Geográficos de los Estados Unidos.
El número de identificación (ID) asignado por el Servicio Geológico de Estados Unidos es 1550629.

## Geografía
Se encuentra a una altitud de 640 metros sobre el nivel del mar (2100 pies) según el conjunto de datos de elevación nacional.